# Ovanmalmträsket
Ovanmalmträsket är en sjö i kommunen Raseborg i landskapet Nyland i Finland. Sjön ligger 4,8 meter över havet. Den är 10,9 meter djup. Arean är 1,35 kvadratkilometer och strandlinjen är 8,64 kilometer lång. Sjön  ingår i Skärgårdshavets kustområde, Åland.   Den ligger omkring 89 km väster om Helsingfors. 
I sjön finns ön Pellarholmen.